# Przemysł (margrabia morawski)
Przemysł, (ur. 1209, zm. 16 października 1239) – margrabia morawski w latach 1228–1239.
Trzeci syn króla Czech Przemysła Ottokara I i jego drugiej żony Konstancji węgierskiej. Żył w niezgodzie ze swoim starszym bratem królem Wacławem I. W latach 1232–1237 prowadził z bratem wojnę, ale władzy na Morawach nie utracił dzięki wstawiennictwu matki. Przemysł wspierał instytucje kościelne. Został pochowany obok matki w klasztorze cysterek w Tišnovie choć pragnął spocząć w Welehradzie.
Przed 1233 r. ożenił się z Małgorzatą (zm. w latach 1261–1271), córką księcia Meranii Ottona I. Małżeństwo było bezdzietne.